# Massimo Petrocchi
Massimo Petrocchi (Tivoli, 28 novembre 1918 – Roma, 18 settembre 1991) è stato uno storico italiano e professore universitario di storia medioevale e storia moderna.

## Biografia
Dopo essersi laureato in Lettere presso l'Università La Sapienza di Roma, nel 1940 insegnò materie letterarie al Conservatorio Santa Cecilia di Roma. Nel 1938 iniziò la sua attività scientifica e didattica sotto la guida di Gioacchino Volpe, presso la scuola di storia moderna e contemporanea a partire dal 1938 conducendo i primi studi sulla Repubblica di Venezia. Nel 1951 divenne professore ordinario di Storia Moderna nella Facoltà di Lettere e Filosofia presso l'Università degli Studi di Messina. Dal 1952 al 1962 insegnò presso la Cattedra di Storia Moderna all'Istituto Orientale di Napoli. Dal 1962 al 1970 assunse la direzione della Cattedra di Storia Moderna nella Facoltà di Lettere e Filosofia presso l'Università degli Studi di Perugia, dove insegnò anche Storia Medioevale. Dal 1970 fino al 1991 fu direttore dell'Istituto di Scienze Storiche presso la Facoltà di Magistero dell'università La Sapienza di Roma, dove continuò a insegnare Storia Moderna.
Negli anni cinquanta fu allievo di Federico Chabod distaccandosi dai giovani storici suoi contemporanei, più attenti a problematiche legate alle recenti vicende storiche dell’Italia (postunitarie e post-belliche), concentrando la propria attenzione sulla Restaurazione romana, il '48 e il tramonto del Regno Borbonico. Appartenne alla corrente storiografica che vide alcuni fra i maggiori storici italiani, come Luigi Bulferetti, Delio Cantimori ed Ettore Passerin d’Entréves.
Le sue ricerche possono essere raggruppate in tre grandi aree storiografiche: la Restaurazione post-napoleonica, la crisi dell'Ancien régime e la storia della spiritualità italiana. Fra le sue pubblicazioni si ricordano in particolare Roma nel Seicento (1970) e Storia della spiritualità italiana (1983).
Numerosi studi dedicati alla propria città natale all'interno della Società Tiburtina di Storia e d’Arte, della quale fece parte dal 1952 e di cui fu Presidente dal 1965, furono pubblicati sulla rivista “Atti e Memorie della Società Tiburtina di Storia e d’Arte”, fra cui Un «quaderno di appunti» di un gesuita tiburtino de ‘500 (1952) e La personalità di un Papa tiburtino, Giovanni IX (1966).

## Opere
- La Restaurazione. Il cardinale Consalvi e la riforma del 1816, Le Monnier, Firenze, 1941.
- La Restaurazione romana (1815-1823), Le Monnier, Firenze, 1943.
- L'uomo e la storia e altri saggi e svaghi, Zanichelli, Bologna, 1944.
- Riflessi europei sul '48 italiano, Sansoni, Firenze, 1946.
- La Controriforma in Italia, AVE, Roma, 1947.
- Razionalismo architettonico e razionalismo storiografico, Edizioni Storia e Letteratura, Roma, 1947.
- Il Quietismo italiano del seicento, Edizioni di Storia e Letteratura, Roma, 1948.
- Miti e suggestioni nella storia europea, Sansoni, Firenze, 1950.
- Il tramonto della repubblica di Venezia e l'assolutismo illuminato, La Deputazione Editrice, Venezia, 1950.
- Il problema del Lassismo nel secolo XVII, Edizioni di Storia e Letteratura, Roma, 1953.
- La rivoluzione cittadina messinese del 1674, Le Monnier, Firenze, 1954.
- La politica della Santa Sede di fronte all' invasione ottomana (1444 - 1718), Libreria Scientifica Editrice, Napoli, 1955.
- Le industrie del Regno di Napoli dal 1850 al 1860, Pironti, Napoli, 1955.
- La politica della Santa Sede di fronte all’invasione ottomana, Libreria Scientifica Editrice, Napoli, 1955.
- Pagine sulla letteratura religiosa lombarda del '500, Libreria Scientifica Editrice, Napoli, 1956.
- Esorcismi e magia nell'Italia del Cinquecento e del Seicento, Libreria Scientifica Editrice, Napoli, 1957.
- L' estasi nelle mistiche italiane della Riforma Cattolica, Libreria Scientifica Editrice, Napoli, 1958.
- Dall'Umanesimo al Seicento, Libreria Scientifica Editrice, Napoli, 1960.
- Lo Stato di Milano al Novembre 1535 ed altre ricerche sulla storia dell'economia e degli  ordinamenti degli stati italiani, Pironti, Napoli, 1957.
- Una "Devotio Moderna" nel Quattrocento italiano?, Le Monnier, Firenze, 1961.
- Roma nel Seicento, Cappelli editore, Bologna, 1970.
- Aspetti della storiografia italiana del Novecento, Editrice ELIA, Roma, 1972.
- Storia della spiritualità italiana, Edizioni di Storia e Letteratura, Roma, voll. I e II, 1979.
- L'assedio francese di Orbetello Spagnola nel 1646 ed altri scritti, Editrice ELIA, Roma,1980.
- Il simbolismo delle piante in Rabano Mauro ed altri studi  di storia medievale, Edizioni di Storia e Letteratura, Roma, 1982.